# Joseph Attipetty
Joseph Attipetty (Ochanthuruth, 25 giugno 1894 – Ernakulam, 21 gennaio 1970) è stato un arcivescovo cattolico indiano.

## Biografia

### Infanzia e formazione
Joseph Attipetty nacque il 25 giugno 1894, secondogenito dei cinque figli di Matthew e Rosa nel villaggio di Ochanthuruth situato sull'isola Vypin, una delle isole su cui si estende la città di Kochi, nel distretto di Ernakulam.
Frequentò le scuole primarie alla St. Mary's School e poi le scuole superiori alla St. Albert's High School, completando la propria istruzione a Tiruchirappalli, presso il St. Joseph's college, gestito dai padri gesuiti che furono un grande contributo per la sua formazione e vocazione spirituale.

### Ministero sacerdotale
Dopo aver conseguito il baccalaureato tornò dalla sua famiglia, dove maturò la propria vocazione sacerdotale incontrando però una iniziale resistenza da parte dei suoi parenti.
La situazione si risolse in suo favore grazie alla raccomandazione dei suoi insegnanti e, grazie all'intervento dell'allora arcivescovo di Verapoly Ángel María Pérez y Cecilia, O.C.D., fu inviato a Roma per gli studi in preparazione al sacerdozio.
Al termine dei suoi studi, ottenne il dottorato in filosofia e in teologia. Fu ordinato prete nella basilica di San Pietro dal cardinale Basilio Pompilj il 18 dicembre 1926.
Tornato in India, fu assegnato alla Mount Carmel church di Chathiath come assistente del vicario e, due anni dopo, il 30 gennaio 1929 divenne segretario dell'arcivescovo Ángel Pérez e cancelliere dell'arcidiocesi.

### Ministero episcopale
Il 29 novembre 1932 papa Pio XI lo nominò arcivescovo coadiutore di Verapoly, assegnandogli la sede di Gabula. Ricevette l'ordinazione episcopale l'11 giugno 1933 nella basilica di San Pietro da papa Pio XI.
Succedette come arcivescovo di Verapoly il 15 novembre 1934, ricevendo il pallio il 25 luglio 1935. Fu il primo arcivescovo di Verapoly indiano e originario proprio del territorio dell'arcidiocesi.
Fu padre conciliare durante il Concilio Vaticano II, aderendo all'area più tradizionalista e conservatrice, sostenendo l'eguale validità di Scrittura e Tradizione.
Morì in odore di santità il 21 gennaio 1970.

## Processo di canonizzazione
Il processo di canonizzazione di monsignor Attipetty fu ufficialmente aperto il 21 gennaio 2020, giorno del 50º anniversario della morte, con una celebrazione nella cattedrale di San Francesco d'Assisi di Verapoly officiata dall'arcivescovo Joseph Kalathiparambil.

## Genealogia episcopale e successione apostolica
La genealogia episcopale è:
- Cardinale Scipione Rebiba
- Cardinale Giulio Antonio Santori
- Cardinale Girolamo Bernerio, O.P.
- Vescovo Claudio Rangoni
- Arcivescovo Wawrzyniec Gembicki
- Arcivescovo Jan Wężyk
- Vescovo Piotr Gembicki
- Vescovo Jan Gembicki
- Vescovo Bonawentura Madaliński
- Vescovo Jan Małachowski
- Arcivescovo Stanisław Szembek
- Vescovo Felicjan Konstanty Szaniawski
- Vescovo Andrzej Stanisław Załuski
- Arcivescovo Adam Ignacy Komorowski
- Arcivescovo Władysław Aleksander Łubieński
- Vescovo Andrzej Stanisław Młodziejowski
- Arcivescovo Kasper Kazimierz Cieciszowski
- Vescovo Franciszek Borgiasz Mackiewicz
- Vescovo Michał Piwnicki
- Arcivescovo Ignacy Ludwik Pawłowski
- Arcivescovo Kazimierz Roch Dmochowski
- Arcivescovo Wacław Żyliński
- Vescovo Aleksander Kazimierz Bereśniewicz
- Arcivescovo Szymon Marcin Kozłowski
- Vescovo Mečislovas Leonardas Paliulionis
- Arcivescovo Bolesław Hieronim Kłopotowski
- Arcivescovo Jerzy Józef Elizeusz Szembek
- Vescovo Stanisław Kazimierz Zdzitowiecki
- Cardinale Aleksander Kakowski
- Papa Pio XI
- Arcivescovo Joseph Attipetty

La successione apostolica è:
- Vescovo Jerome M. Fernandez (1937)